# Broncopneumonia
Broncopneumonia é uma inflamação dos brônquios, bronquíolos e alvéolos vizinhos, agrupados em focos, aproximadamente do tamanho de nozes, disseminados pelos lobos dos pulmões.
É originada de complicações de processos infecciosos gerais ou, também, de um processo laringo-traqueobronquite agudo ou crônico. Pode também ser consequência de uma broncoaspiração.
A broncopneumonia é acompanhada de suor, febre, arrepio, dispneia, tosse e taquicardia vômitos com sangue, entre outros.
Os agentes responsáveis são: Staphylococcus, Streptococcus e H.Influenza, podendo também estar associado a uma infecção secundária de um quadro de pneumonia intersticial,desencadeada por uma leishmaniose visceral.
Consiste numa consolidação ou solidificação em placas, usualmente bilateral e atinge mais os lobos inferiores.
As complicações são: abscesso, empiema (coleção circunscrita de pus dentro da cavidade pré-formada) e disseminação.

## Tratamento para broncopneumonia
O tratamento para broncopneumonia deve ser orientado por um clinico ou um pneumologista e, normalmente, dura até 14 dias, devendo ser feito com remédios antibióticos receitados pelo médico, como Ceftriaxona e Azitromicina, por exemplo.
Além disso, é recomendado ficar de repouso em casa, evitando ir à escola ou ao trabalho, beber cerca de 2 litros de água por dia, fazer nebulizações conforme prescrição médica e evitar fumar ou ir em locais com fumaça.
Já nos casos mais graves, o paciente com broncopneumonia deve ser internado para receber oxigênio, fazer injeções de antibiótico e fisioterapia respiratória, facilitando a respiração.
Repouso absoluto.